# إيفان غونزاليس
إيفان غونزاليس (بالإسبانية: Iván González López)‏ (15 فبراير 1988 توريمولينوس إسبانيا - ) هو لاعب كرة قدم إسباني.

## روابط خارجية
- إيفان غونزاليس على موقع قاعدة بيانات كرة القدم.إي يو (الإنجليزية)
- إيفان غونزاليس على موقع Soccerway.com (الإنجليزية)
- إيفان غونزاليس على موقع عالم كرة القدم.نت (الإنجليزية)
- إيفان غونزاليس على موقع AS.com (الإسبانية)